# Gynoplistia (Gynoplistia) chadwicki chadwicki
Gynoplistia (Gynoplistia) chadwicki chadwicki is een ondersoort van de tweevleugelige Gynoplistia (Gynoplistia) chadwicki uit de familie steltmuggen (Limoniidae). De ondersoort komt voor in het Australaziatisch gebied.